# Astalon: Tears of the Earth
Astalon: Tears of the Earth là tựa game của Canada do LABS Works phát triển và hãng Dangen Entertainment của Nhật Bản phát hành vào năm 2021. Cốt truyện của trò chơi xoay quanh ba nhân vật chính gồm một võ sĩ tên là Arias, một cung thủ tên là Kyuli, và một phù thủy tên là Algus. Cả ba đang thực hiện nhiệm vụ giải cứu ngôi làng quê hương của họ thoát khỏi sự tuyệt vọng khi phần lớn đất đai trong vùng đã trở thành sa mạc do sự tàn khốc của cuộc chiến tranh thời cổ đại.

## Lối chơi
Astalon: Tears of The Earth thuộc thể loại đi cảnh và Metroidvania. Người chơi có thể tự do chuyển đổi giữa ba nhân vật để sử dụng các khả năng độc đáo của một chiến binh, cung thủ và phù thủy nhằm khám phá một tòa tháp khổng lồ và đánh bại bầy Gorgon sống trong đó.

## Phát triển
Astalon: Tears of The Earth bắt đầu phát triển vào năm 2016 nhưng là một dự án được khởi động lại nhiều lần trong quá trình sản xuất. Nhà thiết kế game và nghệ thuật Matt Kap đã tham gia vào năm 2018 cùng tạo dựng trò chơi này với nhà lập trình game Jon Lepage cho đến cuối cùng. Nhà phát triển game Matt Kap tuyên bố rằng nguyên mẫu đầu tiên có tính năng khám phá từng phòng với duy nhất một nhân vật có thể chơi được. Nguyên mẫu thứ hai giới thiệu 3 nhân vật trong khi nguyên mẫu thứ ba gần với trò chơi đã hoàn chỉnh hơn.

## Đón nhận
Astalon: Tears of the Earth được phát hành vào ngày 3 tháng 6 năm 2021 trên Steam, GOG, Itch.io, Xbox One, PlayStation 4, Playstation 5 và Nintendo Switch. Game được PC Gamer mệnh danh là trò chơi Metroidvania hay nhất năm 2021.
Ngày 21 tháng 1 năm 2022, Limited Run Games đã phát hành các phiên bản vật lý và sưu tập của Astalon: Tears of the Earth dành cho Nintendo Switch và Playstation 4. Tất cả các phiên bản của tựa game này đều được bán hết sạch.